# فرودگاه ایون
فرودگاه ایون (به انگلیسی: Iwon Airport) یک فرودگاه نظامی است . این فرودگاه در کشور کره شمالی قرار دارد و در ارتفاع ۲۶ متری از سطح دریا واقع شده‌است.